# Aliona Moon
Aliona Moon geboren als Aliona Munteanu (Chisinau, 25 mei 1989) is een Moldavisch zangeres.

## Biografie
Aliona Moon veroverde de derde plaats in de Moldavische versie van "Making the stars". Vervolgens won zij in maart 2011 het 28e songfestival "Mărțișor Dohoroian" voor zangers boven de 15 jaar. Later trad zij als gast op in het Dan Spătaru-muziekfestival te Constanța (Roemenië) en zong het lied "Un joc" van Natalia Barbu. In 2012 zong Aliona als backing vocal mee op het  Eurovisiesongfestival te Bakoe met Pasha Parfeny. Het lied "Lăutar" (muzikant) eindigde op de elfde plaats.
Aliona studeerde journalistiek.

## Eurovisiesongfestival 2013
Aliona Moon raakte vooral bekend door haar deelname aan O Melodie Pentru 2013, de Moldavische preselectie van het Eurovisiesongfestival. Met het nummer O mie, won ze uiteindelijk de nationale voorronde ook, waardoor ze haar vaderland mocht vertegenwoordigen op het Eurovisiesongfestival 2013 in het Zweedse Malmö. Voor de Moldavische voorselectie werd het lied in twee versies gepresenteerd, een Engelstalige en een Roemeenstalige. Ze won de Moldavische nationale finale met de Engelstalige versie van het nummer, getiteld 'A million'. Naar aanleiding van mails en pleidooien van fans hebben ze daarna aangekondigd voor het eerst sinds de eerste Moldavische deelname in 2005 om in de nationale taal, het Roemeens, te zingen.
Aliona liet haar journalistieke kwaliteiten tot uitdrukking komen in een internationale oproep voor een flashmob als steun aan Moldavië en haar. De flashmob, "O mie de lumini câtra/spre Luna" (een miljoen lichtjes naar de maan) genaamd, is een toespeling op haar artiestennaam "Moon". Uit vele steden buiten Moldavië werd met o.a. opstijgende ballonnen, en lampionnen hieraan gehoor gegeven. 
Moldavië kwalificeerde in de eerste halve finale voor de finale. Aliona eindigde in de finale uiteindelijk op de 11de plek met 71 punten.
De muziek van het nummer is geschreven en geproduceerd door Pasha Parfeny. De tekst (beide versies) is van de hand van Iuliana Scutaru, de vriendin van Pasha Parfeny.
De titel 'O mie' betekent hier 'een duizendtal', en komt meerdere malen terug in de song; een duizendtal aan zonsondergangen, een duizendtal aan sterren. Het lied gaat over een meisje dat droevig is, nadat haar vriend het heeft uitgemaakt. Haar dromen van hun eeuwige liefde zijn uiteengespat. Maar ze kan zich daar niet bij neerleggen en ze wil een nieuw begin met hem.
De kleuren in haar jurk verwijzen naar de zin in het refrein: 'Intre soare și ploi se nasc mii de culori, dar noi vedem nori', hetgeen betekent 'Tussen zon en regen worden duizenden kleuren geboren, maar wij zien wolken'.
2005: Zdob și Zdub · 
2006: Arsenium & Natalia Gordienko · 
2007: Natalia Barbu · 
2008: Geta Burlacu · 
2009: Nelly Ciobanu · 
2010: SunStroke Project & Olia Tira · 
2011: Zdob și Zdub · 
2012: Pasha Parfeny · 
2013: Aliona Moon · 
2014: Cristina Scarlat · 
2015: Edoeard Romanjoeta · 
2016: Lidia Isac · 
2017: SunStroke Project · 
2018: DoReDoS · 
2019: Anna Odobescu · 
2021: Natalia Gordienko · 
2022: Zdob și Zdub & Frații Advahov · 
2023: Pasha Parfeny · 
2024: Natalia Barbu
- International Standard Name Identifier: 0000 0004 6258 9316
- MusicBrainz: 05bcfe99-d7dd-4b1a-b45e-8d03276fafd7
- Virtual International Authority File: 1259163706542029420245